# Zoltán Supola
Zoltán Supola (Hungría, 25 de septiembre de 1977) es un gimnasta artístico húngaro, especialista en la prueba de barra horizontal con la que ha logrado ser subcampeón mundial en 1994.

## 1994
En el Mundial que tuvo lugar en Brisbane (Australia) consiguió la plata en barra fija u horizontal, tras el bielorruso Vitaly Scherbo y por delante de otro bielorruso Ivan Ivankov